# Xã Wyoming, Quận Jones, Iowa
Xã Wyoming (tiếng Anh: Wyoming Township) là một xã thuộc quận Jones, tiểu bang Iowa, Hoa Kỳ. Năm 2010, dân số của xã này là 884 người.